# Best Friend (Brandy-dal)
A Best Friend Brandy amerikai énekesnő harmadik kislemeze első, Brandy című stúdióalbumáról. A dal az öccséről, Ray-J-ről szól. A dal nem aratott akkora sikert, mint az előző két kislemez.
A Groove Armada részleteket használt fel a dalszövegből My Friend című dalához.

## Hivatalos remixek, változatok
- Best Friend (Character R&B Mix feat. Channel Live) – 5:33
- Best Friend (Character R&B Mix Without Rap)
- Best Friend (Character Summer Mix) – 5:20
- Best Friend (K.C. Mix Edit) – 4:20
- Best Friend (K.C. Mix Full) – 6:45
- Best Friend (LP Version) – 4:48
- Best Friend (Midday Club Mix) – 7:24
- Best Friend (Rocappella Beat Box) – 4:54

## Számlista
CD kislemez (USA)
1. Best Friend (Character R&B Mix feat. Channel Live) – 4:25
2. Best Friend (Rocapella Beat Box) – 4:20
3. Best Friend (Midday Club Mix) – 4:25
4. Best Friend (Character Summer Mix) – 4:25
5. Best Friend (Character R&B Mix without Rap) – 4:25

12" maxi kislemez (USA)
1. Best Friend (Character R&B Mix feat. Channel Live) – 5:33
2. Best Friend (Rocappella Beat Box) – 4:54
3. Best Friend (Character Summer Mix) – 5:20
4. Best Friend (Midday Club Mix) – 7:24
5. Best Friend (LP Version) – 4:48
6. Best Friend (A Cappella) – 4:01
7. Best Friend (Instrumental) – 4:51

## Helyezések
| Slágerlista                         | Legmagasabb helyezés |
| ----------------------------------- | -------------------- |
| USA Billboard Hot 100               | 34                   |
| USA Billboard Hot R&B/Hip-Hop Songs | 7                    |
| Új-zélandi kislemezlista            | 11                   |